# Osopsaron karlik
Osopsaron karlik, es una especie de pez actinopeterigio marino, de la familia de los percófidos.

## Morfología
Es un pez pequeño y alargado, con una longitud máxima descrita de solamente 4,2 cm, que tiene en la aleta dorsal 5 a 6 espinas y 18 a 20 radios blandos, mientras que en la aleta anal no tiene espinas y sí 22 o 23 radios blandos.

## Distribución y hábitat
Se distribuye por aguas del sureste del océano Pacífico como endemismo, conocido solamente en la cima de tres montes submarinos en el cruce entre la dorsal de Nazca y la cadena de Salas y Gómez así como en otros tres al oeste de la cadena de Salas y Gómez, en Chile, son peces marinos de aguas profundas, de comportamiento batial y demersal, que habitan en un rango entre 260 m y 450 m de profundidad.